# Телефестиваль песни АВС 2014
Телефестиваль песни АВС 2014 (англ. ABU TV Song Festival 2014; порт. Festival da Canção de Televisão 2014) — является третьим по счёту выпуском Азиатско-Тихоокеанского телефестиваля песни. Фестиваль, который по правилам конкурса не носит соревновательный характер, прошёл 25 октября 2014 года в отеле «Венециан» в Макао (Китай) одновременно с 51-й генеральной ассамблеей Азиатско-Тихоокеанского вещательного союза (ABU, «АВС»), которое в свою очередь пройдёт в период между 22 и 28 октября 2014 года. В фестивале приняли участие двенадцать стран. Организатор фестиваля — Макао выступил на данном фестивале впервые.

## Место проведения
Изначально местом проведения Азиатско-Тихоокеанского телефестиваля песни 2014 года был выбран театр, который является частью казино-отеля для отдыхающих «Венециан». Вместимость этого театра 1800 человек. Изначально в нём проводилось шоу «Zaia», проходившее в рамках проекта Cirque du Soleil с 2008 по 2012 годы. Но 19 сентября, место проведения было изменено на отель «Sands Macao», вместимость которого 660 человек.

### Национальный вещатель
Вещателем третьего выпуска ежегодного фестиваля песни выступил теле- и радиовещательная корпорация Макао (TDM).

## Участники
Было объявлено, что количество участвующих стран на фестивале 2014 года составит 15. Каждая страна могла отправить на фестиваль только одного участника (к примеру, в фестивале 2013 года от Вьетнама выступало два участника). В конечном счёте на участие в конкурсе отправили заявки двенадцать стран, указанные ниже.
| Страна                 | Язык          | Исполнитель                  | Песня                          | Перевод                              |
| ---------------------- | ------------- | ---------------------------- | ------------------------------ | ------------------------------------ |
| Австралия              | Английский    | Дами Им                      | «Living Dangerously»           | «Живя в опасности»                   |
| Бруней                 | Английский    | Md. Hawzan Bin Hj Awg Madial | «Hear Me»                      | «Услышь меня»                        |
| Вьетнам                | Вьетнамский   | Нгуен Тхи Нгок Ань           | «Xuân văn sáng điều kĩ»        | «Весна по-прежнему волшебна»         |
| Гонконг                | Китайский     | Фред Чжэн                    | «熊猫 (Xióngmao)»              | «Панда»                              |
| Индонезия              | Индонезийский | Tere Cia                     | «Dimana Hatimu»                | «Где твоё сердце»                    |
| Китай                  | Английский    | Чжоу Бичан                   | «I Miss You Missing Me»        | «Я скучаю по тебе, скучающем по мне» |
| Мальдивы               | Английский    | Мариям Унуша                 | «Heaven on Earth»              | «Рай на Земле»                       |
| Макао (страна-хозяйка) | Английский    | «Blademark»                  | «Heartcore»                    | «Сердцевина»                         |
| Республика Корея       | Английский    | Girl's Day                   | «Something»                    | «Нечто»                              |
| Таиланд                | Английский    | Джетрин Ваттанасин           | «7th Heaven»                   | «Верх блаженства»                    |
| Турция                 | Английский    | «MaNga»                      | «Does Anyone Have Extra Love?» | «У кого-нибудь есть ещё любовь?»     |
| Япония                 | Английский    | «SEKAI NO OWARI»             | «Dragon Night»                 | «Ночь дракона»                       |

## Другие страны

### Отказ
- Малайзия — 2 июня 2014 года, вещатель RTM объявил, что страна не примет участие в этом году[12].
- Новая Зеландия — 5 июня 2014 года, вещатель TVNZ объявил, что страна не собирается дебютировать на конкурсе в этом году[13].
- Филиппины — 7 июня 2014 года, вещатель PTV объявил, что страна не собирается дебютировать на конкурсе в этом году[14].

Ещё пять стран не подали свои заявки на участие в телефестивале 2014 года, и причины ухода оглашены не были:
- Афганистан
- Иран
- Кыргызстан
- Сингапур
- Шри-Ланка

## Международное вещание
Каждая из стран участниц была приглашена транслировать событие и комментировать его на родном языке для ясности и описания фестиваля.
- Австралия — Special Broadcasting Service[англ.] (SBS)
- Бруней — Radio Televisyen Brunei[англ.] (RTB)
- Вьетнам — Вьетнамское телевидение (VTV)
- Гонконг — Television Broadcasts Limited (TVB)
- Китай — Центральное телевидение Китая (CCTV)
- Макао — Телерадиовещательная корпорация Макао[англ.] (TDM)[3]
- Мальдивы — IBC
- Республика Корея — Korean Broadcasting System (KBS)
- Таиланд — Общественная вещательная компания Таиланда[англ.] (NBT)
- Турция — Турецкая телерадиокомпания (TRT)
- Япония — Японская вещательная корпорация (NHK)